# Carl Ludvig Petersen (trädgårdsmästare)
Carl Ludvig Petersen, född 21 september 1816 i Lyngby, död 5 juni 1866, var en dansk trädgårdsmästare. Han var bror til Jens Peter Petersen.

## Biografi
Petersen avlade trädgårdsexamen vid 20 års ålder och var därefter medhjälpare vid Fredensborgs slottsträdgård under två år. Han  tjänstgjorde 1838–1841 i de mest ansedda engelska trädgårdarna. Därefter var han  medhjälpare vid Rosenborgs slottsträdgård under fyra år och avlade under denna tid parkträdgårdsmästarexamen. 
På sin andra utlandsresa besökte han Skottland, England, Frankrike och Tyskland. År 1847 utnämndes han till slottsträdgårdsmästare på Bernstorff slott, och efter broderns död blev han 1850 dennes efterträdare vid Rosenborg. 
Rosenborg gick från att ha varit en privatperson favoritträdgård, varpå det inte sparades, till att bli statsegendom. Peyersen hade därför sämre förutsättningar för att arbeta med trädgården än vad hans bror haft. Han lyckades dock hålla trädgården på ungefär samma nivå som när den var privatägd.